# Landespolizei (Liechtenstein)
A Landespolizei é a principal força policial do principado de Liechtenstein, um pequeno país de 160km², situado entre a Suíça e a Áustria.

## Organização
As funções da polícia de Liechtenstein são manter a ordem e a segurança pública, dar procedimento em investigações criminais, organizar o trânsito nas vias públicas e socorrer possíveis vítimas de acidentes, e dar apoio a prevenção da criminalidade.